# Prudnickie Zakłady Przemysłu Dziewiarskiego i Pończoszniczego w Białej Prudnickiej
Prudnickie Zakłady Przemysłu Dziewiarskiego i Pończoszniczego w Białej Prudnickiej – przedsiębiorstwo produkujące wyroby włókiennicze działające w latach 1951–2001. Był to największy pracodawca w Białej.

## Historia
Zakład dziewiarski w Białej powstał z inicjatywy władz terenowych miasta w porozumieniu z Opolskim Zjednoczeniem Przemysłu Dziewiarskiego. Otwarcie zakładu miało miejsce w marcu 1951. Mieścił się na terenie sali sportowej na placu przy obecnej ul. Prudnickiej i byłej restauracji z salą taneczną przy ul. Prudnickiej 18c. Pracowało w nim 135 osób.
W 1952 zakład przejął patronat nad klubem piłkarskim Polonia Biała. Był również właścicielem żeńskiego klub piłki ręcznej Włókniarz Łącznik.
W 1953 z inicjatywy Komitetu Powiatowego Polskiej Zjednoczonej Partii Robotniczej do bialskiego zakładu został dołączony Zakład Przemysłu Pończoszniczego w Łączniku.
W styczniu 1959 przedsiębiorstwo przyjęło nazwę „Prudnickie Zakłady Przemysłu Dziewiarskiego i Pończoszniczego w Białej Prudnickiej”. Wówczas w jego skład wchodziły trzy zakłady: Zakład „A” w Białej, Zakład „B” w Łączniku oraz Zakład „C” w Strzeleczkach.
Na terenie przedsiębiorstwa dokonano wiele inwestycji, między innymi budowę obiektu produkcyjnego na sumę 1800 tys. zł w celu poprawienia warunków bezpieczeństwa i higieny pracy oraz zwiększenia produkcji, budowa parku, ubikacji i stoiska rowerowego na łączną kwotę 50 tys. zł. Zakład posiadał 2 żłobki i przedszkole, do których uczęszczały dzieci pracowniczek (90% pracowników przedsiębiorstwa stanowiły kobiety). W 1959 w fabryce w Białej pracowało 495 osób, a w zakładzie w Strzeleczkach – 190.
W 1960 gmina Zębowice w powiecie oleskim wydzierżawiła zakładom pałac w Zębowicach na 6 lat, a następnie na lata 1968–1980. Przedsiębiorstwo organizowało w nim kolonie i różne okolicznościowe imprezy.
Przedsiębiorstwo zostało przejęte przez Zakłady Przemysłu Dziewiarskiego „Unia” w Głubczycach.